# لژیونوو آرنا
لژیونوو آرنا یک سالن ورزشی سرپوشیده در لژیونوو، مازوویا است. از سال ۲۰۱۸ شرکت DPD از حامیان اصلی این ورزشگاه بوده‌است.